# 卢瓦尔河畔图阿雷
卢瓦尔河畔图阿雷（法語：Thouaré-sur-Loire，法語發音：[twaʁe syʁ lwaʁ] ⓘ）是法国大西洋卢瓦尔省的一个市镇，位于该省中部，属于南特区和南特都会区，其市镇面积为12.76平方公里，2022年1月1日时人口数量为10,956人。
卢瓦尔河畔图阿雷是南特都会区的组成部分，位于南特市区东北，卢瓦尔河右岸，有多条公交线路连接南特市区。

## 行政
卢瓦尔河畔图阿雷的邮政编码为44470，INSEE市镇编码为44204。

## 地理

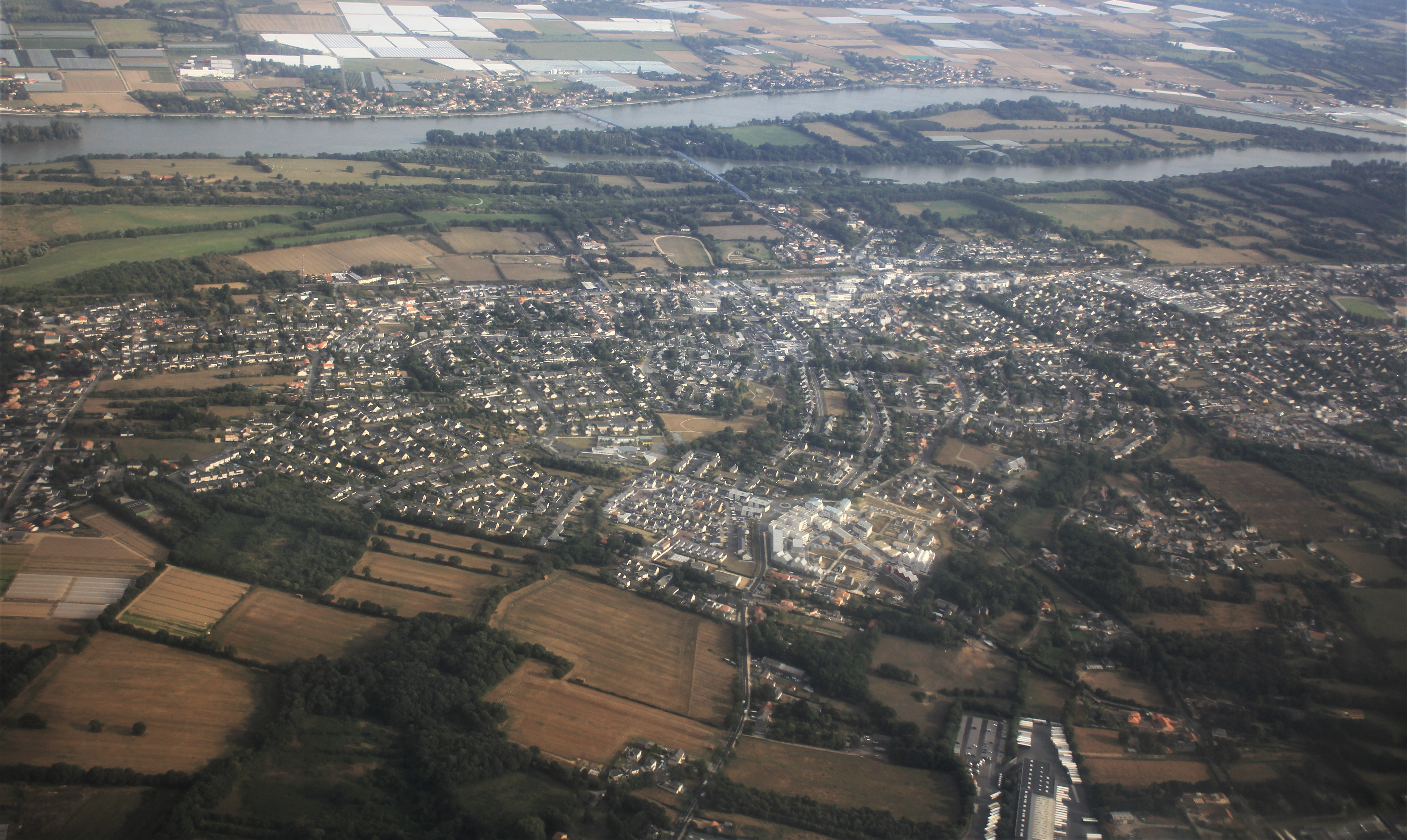
鸟瞰卢瓦尔河畔图阿雷

卢瓦尔河畔图阿雷（47°16'3"N, 1°26'26"W）位于法国西北部，卢瓦尔河地区大区希部和大西洋卢瓦尔省中部，距离省会南特大约8公里。
与卢瓦尔河畔图阿雷接壤的市镇包括：卡尔克富、卢瓦尔河畔迪瓦特、卢瓦尔河畔莫沃、圣于连德孔塞勒、卢瓦尔河畔圣吕斯。
卢瓦尔河畔图阿雷位于卢瓦尔河干流的右岸，隔河与圣于连德孔塞勒和下古莱讷相望。境内地势平坦，海拔在1至73米之间。
按照柯本气候分类法，卢瓦尔河畔图阿雷属于较为典型的温带海洋性气候，全年温差较小，降水分布均匀。

## 历史
12世纪末，卢瓦尔河畔图阿雷为当地的一个封建庄园主领地，后者在此修建拉皮科德里城堡（Château de La Picauderie），此后城堡附近逐渐发展出现集镇。法国大革命结束后卢瓦尔河畔图阿雷曾为一个县治，后撤销。二战后逐渐发展成为南特东部的一个卫星城。

## 交通
图尔－圣纳泽尔铁路经过境内并设有一个通勤车站。
大西洋卢瓦尔省省道D37线、D68线和D723线经过卢瓦尔河畔图阿雷境内，其中D37线向东南跨越卢瓦尔河连接左岸。E7线、67路、77路和87路经过卢瓦尔河畔图阿雷境内并设有站点。

## 人口
| 年份   | 1936  | 1946  | 1954  | 1962  | 1968  | 1975  | 1982  | 1990  | 1999  | 2005  | 2010  | 2015  | 2017   |
| ------ | ----- | ----- | ----- | ----- | ----- | ----- | ----- | ----- | ----- | ----- | ----- | ----- | ------ |
| 人口數 | 1,133 | 1,336 | 1,560 | 1,709 | 1,974 | 2,887 | 4,505 | 5,140 | 6,660 | 7,204 | 7,674 | 9,468 | 10,025 |

## 友好城市
- 德国 Homberg